# Metropolia di Tver'

Localizzazione dell'oblast' di Tver'.

La metropolia di Tver' (in russo Тверская митрополия?) è una delle province ecclesiastiche che costituiscono la Chiesa ortodossa russa.
Istituita dal Santo Sinodo il 27-28 dicembre 2011, comprende l'intera oblast' di Tver' nel circondario federale centrale.
È costituita da 3 eparchie:
- Eparchia di Tver'
- Eparchia di Bežeck
- Eparchia di Ržev

Sede della metropolia è la città di Tver', il cui eparca ha il titolo di "Metropolita di Tver' e Kašin".